# Glochidion superbum
Glochidion superbum är en emblikaväxtart som beskrevs av Henri Ernest Baillon och Johannes Müller Argoviensis. Glochidion superbum ingår i släktet Glochidion och familjen emblikaväxter. Inga underarter finns listade i Catalogue of Life.